# Веррикур
Веррику́р (фр. Verricourt) — коммуна во Франции, находится в регионе Шампань — Арденны. Департамент — Об. Входит в состав кантона Рамрюпт. Округ коммуны — Труа.
Код INSEE коммуны — 10405.
Коммуна расположена приблизительно в 155 км к востоку от Парижа, в 60 км южнее Шалон-ан-Шампани, в 27 км к северо-востоку от Труа.

## Население
Население коммуны на 2008 год составляло 43 человека.
| 1962 | 1968 | 1975 | 1982 | 1990 | 1999 | 2008 |
| ---- | ---- | ---- | ---- | ---- | ---- | ---- |
| 51   | 58   | 50   | 30   | 38   | 44   | 43   |

## Экономика

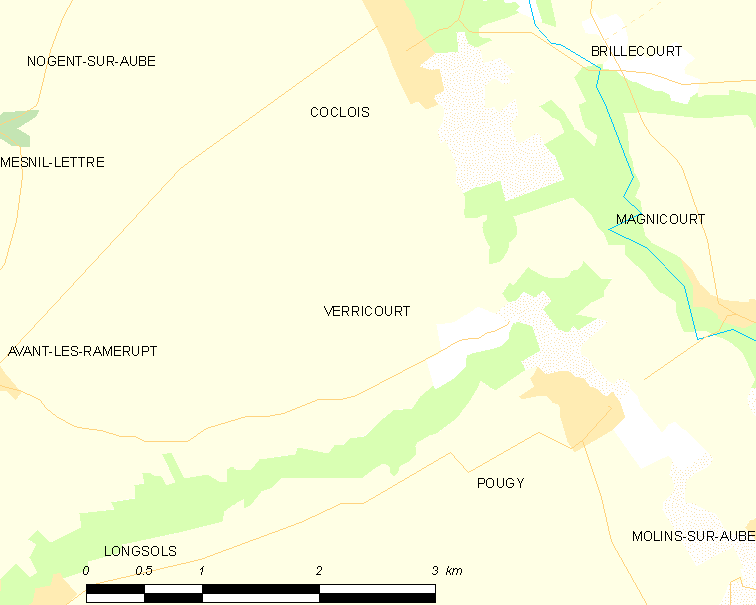
Карта коммуны

В 2007 году среди 26 человек в трудоспособном возрасте (15—64 лет) 19 были экономически активными, 7 — неактивными (показатель активности — 73,1 %, в 1999 году было 57,1 %). Из 19 активных работали 18 человек (7 мужчин и 11 женщин), безработным был 1 мужчина. Среди 7 неактивных 2 человека были учениками или студентами, 4 — пенсионерами, 1 был неактивным по другим причинам.